# Deskova Vas
Deskova vas je naselje u slovenskoj Općini Črnomelju. Deskova vas se nalazi u pokrajini Dolenjskoj i statističkoj regiji Jugoistočnoj Sloveniji. 

## Stanovništvo
Prema popisu stanovništva iz 2002. godine naselje je imalo 30 stanovnika.